# Eduard Pflaumer
Eduard Pflaumer (* 28. Februar 1872 in Göppingen bei Augsburg; † 17. Februar 1957 in Herrsching am Ammersee) war ein deutscher Urologe.

## Leben
Pflaumer studierte Medizin in München, Genf und Erlangen und wurde 1895 in Erlangen promoviert und legte dort 1896 das medizinische Staatsexamen ab. Danach erhielt er eine chirurgische Ausbildung in Nürnberg und Berlin. Von 1899 bis 1912 war er in Buenos Aires, wo er 1903 sein argentinisches Staatsexamen ablegte und Chefarzt am Deutschen Hospital war. Während dieser Zeit besuchte er regelmäßig Deutschland und ließ sich bei Maximilian Nitze in Berlin zum Urologen ausbilden. Ab 1913 war er wieder in Erlangen. Im Ersten Weltkrieg war er Stabsarzt eines Feldlazaretts. 1918 habilitierte er sich in Erlangen und wurde 1919 Oberarzt an der Chirurgischen Universitätsklinik in Erlangen. 1922 wurde er außerordentlicher Professor und 1930 erhielt er einen Lehrauftrag für Urologie. Ab 1936 bis zur Bombardierung Nürnbergs, wobei auch sein Haus und ein Manuskript eines Urologie-Lehrbuchs zerstört wurden, war er Chefarzt der Urologie am Allgemeinen Städtischen Krankenhaus in Nürnberg. Nach der Bombardierung lebte er in seinem Landhaus in Breitbrunn am Ammersee.
Ein Weichgummi-Dauerkatheter für den Harnleiter ist nach ihm benannt (Pflaumer-Katheter). Außerdem ist die Pflaumer-Kammer nach ihm benannt, eine Glaskammer zur Untersuchung nichtzentrifugierten Harns auf Bakteriurie nach Methylenblau-Färbung (eine Methode, die er verfeinerte), und die Pflaumernaht (eine Flaschenzug-Naht der Bauchdecke nach Nierenoperationen).
Er war Vorsitzender der 2. Tagung der Gesellschaft Reichsdeutscher Urologen in Eisenach 1937 (dem 11. Kongress der Deutschen Gesellschaft für Urologie).

## Schriften
- Cystoskopische Untersuchungen zur Physiologie der Harnleiter und Nieren, Leipzig 1919
- Normale und pathologische Physiologie der Harnleiter, in: Handbuch der Urologie, Band 1, Berlin 1925
- Gang und Technik der Röntgenuntersuchung auf Harnsteine, Leipzig 1940